# Anhherednofer

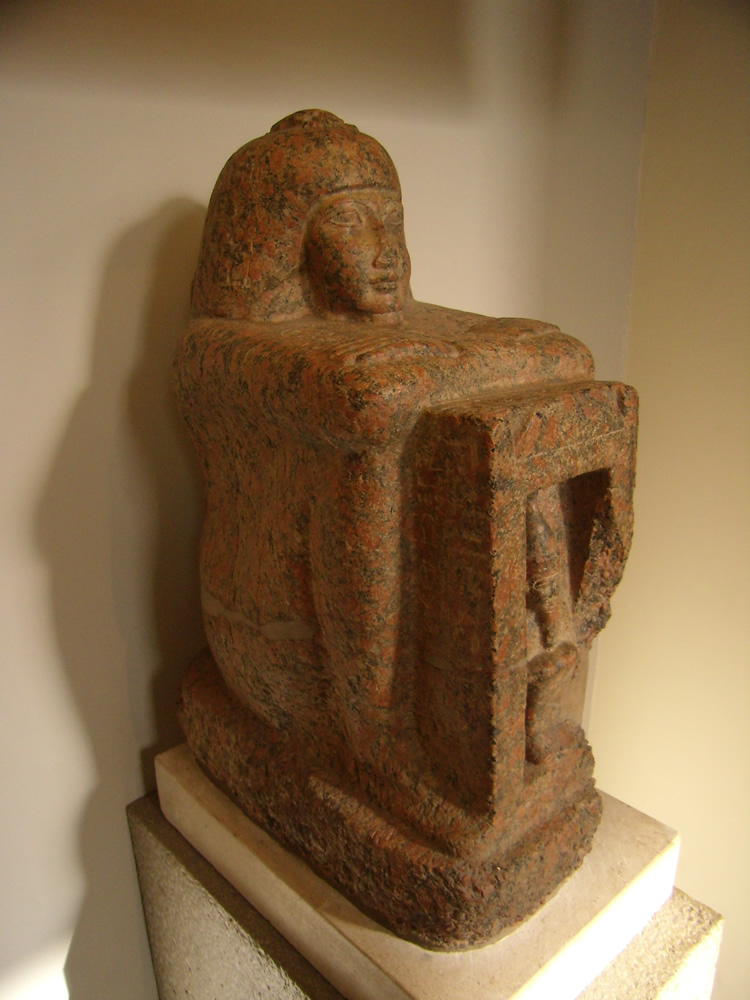
Anhherednofer kockaszobra

Anhherednofer (ˁnḫ ẖrd nfr, „A gyönyörű gyermek él”; korábban olvasták Anhrenepnoferként és Anhserinoferként is) ókori egyiptomi hivatalnok, aki kockaszobráról ismert. Anhherednofer II. Oszorkon fáraó alatt élt; az uralkodó neve szerepel a kockaszobron. A hivatalnok címei szobrán: „A palota nagy felügyelője”, „Atumnak, Tura urának jó írnoka”, „A fáraó legfőbb hadnagya”.

## A szobor
A vörös gránit szobrot Édouard Naville találta 1883-ban Tell el-Maszkhútában, és ma Londonban, a British Museumban található (BM 1007). A szobor naoszt tart maga előtt, ebben Atum isten szobra található. Anhherednofer sima parókáját magasreliefként kialakított szkarabeusz díszíti, az arc két oldalán Ozirisz és Szokar ábrázolásai találhatóak. A szobor két oldalán egy-egy triász található: az egyik oldalon Ámon-Ré, Mut és Honszu alakja, a másikon Hóremahet Su és Tefnut.

„Ámon-Ré, Mut és Honszu biztosítja, hogy Anhherednofernek, Atum, Tura urának jó írnokának neve örökké fennmaradjon. Hóremahet, Su és Tefnut biztosítják, hogy a palota nagy felügyelőjének, Atum, Tura urának körzetének jó írnokának neve örökké fennmaradjon.”

A két keze közti helyen egy gyermek (egyiptomiul hered) alakja látható, kezében nofer és anh hieroglifákkal, ami együtt Anhherednofer nevét adja ki. A szobor életrajzi felirata szerint:

„Olyan voltam, aki szabadon mozog az elzárt palotában. Kedves voltam uram számára, mivel jó oktatásban részesültem. Vele tartottam az udvari tisztviselők és a harmincak tanácsának élén, amelyben Hórusz hangját kértem (?) az elhangzottakhoz. Előjöttem az ő parancsával, hogy eloszlassam a félelmet és lecsillapítsam a vita szavait. Ajkam mindig azon volt, hogy [elűzze a hazugságot (?)] [Olyan volta, mint] az ő [a király] fia, mikor engedelmeskedik és jót tesz az ő atyja számára Pitomban. Ennek jutalma a király szed-ünnepe volt, Hóruszé, Ré örököséé, Oszorkoné, Ámon kedveltjéé, Básztet fiáé. Rátaláltam az utamra...”

– Anhherednofer szobrának felirata

A szobor jelentőségét az adja, hogy a XXII. dinasztia kori alsó-egyiptomi magánszobrok legjobb állapotban fennmaradt és legbiztosabban datált példánya, és nem királynevekkel datálható szobrok (például Paanmeni szobrai) is kapcsolhatóak hozzá.

## Történelmi jelentősége

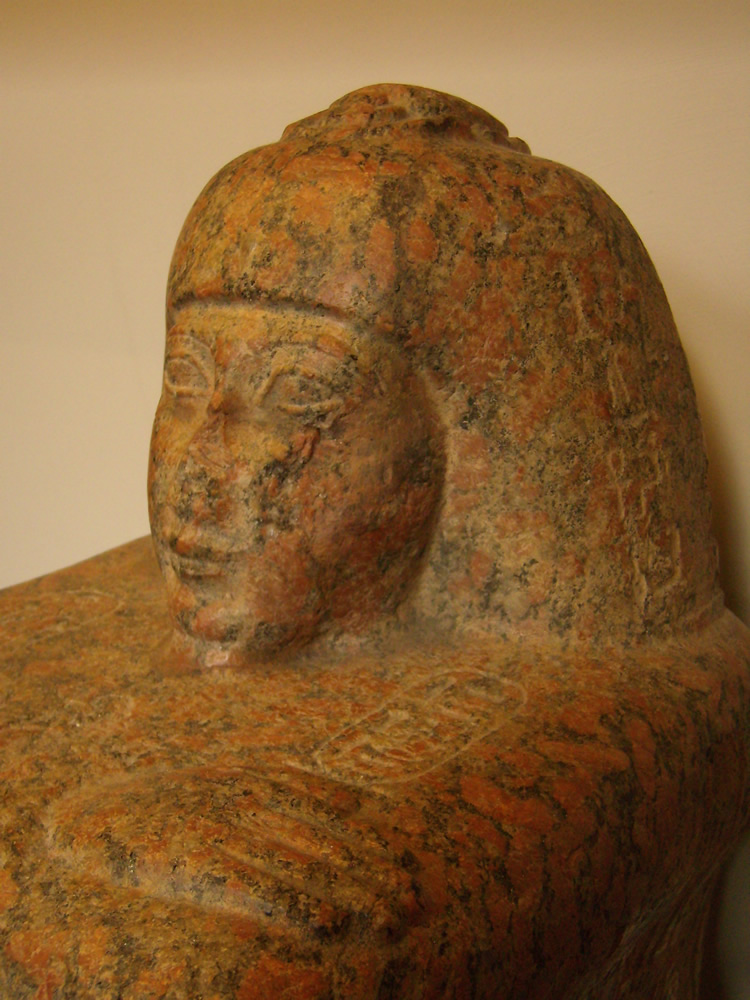
Anhherednofer szobrának részlete

Édouard Naville a szövegek és más leletek alapján gyanítani kezdte, hogy Tell el-Maszkúta helyén állhatott a Bibliában Pitom néven említett város. Sokáig vitatott kérdés volt, hogy Tell el-Maszkútát Pitommal vagy Szukkottal lehet azonosítani, a későbbi régészeti kutatások azonban minden kétséget kizáróan bizonyították, hogy Tell el-Maszkútát i. e. 610 körül alapították II. Nékó uralkodása alatt, Új-Pitom vagy Pitom néven; a terület korábban a második átmeneti kor vége óta lakatlanul állt, azóta, hogy Kamosze és I. Jahmesz sikeresen kiűzték a hükszoszokat.
A város újraalapításával lakói valószínűleg elhagyták Tell er-Retaba erődített várost; a régészeti rétegek vizsgálata bizonyítja, hogy Tell er-Retaba i. e. 600-tól legalább i. e. 400-ig lakatlan volt. Mivel Anhherednofer szobra i. e. 880 és 851 közé datálható, eredetileg valószínűleg a rmesszida korban és a későkorban folyamatosan lakott Tell er-Ratabában állt, és Tell el-Maszkúta újraalapítása után vitték oda. Anhherednofer szobra így az Exodus bibliai hagyományának szempontjából kronológiailag fontos lelet, mivel segítségével Tell el-Maszkúta kizárható azon városok közül, amelyekre illik a „Pitom, Per-Ramszesz közelében” leírás.

## Fordítás
- Ez a szócikk részben vagy egészben  az   Ankhkherednefer című angol Wikipédia-szócikk ezen változatának fordításán alapul.  Az eredeti cikk szerkesztőit annak laptörténete sorolja fel. Ez a jelzés csupán a megfogalmazás eredetét és a szerzői jogokat jelzi, nem szolgál a cikkben szereplő információk forrásmegjelöléseként.

## Külső hivatkozások
- Statue of Ankhkheerednefer
- British Museum: Statue of Ankhkherednefer